# Casmara exculta
Casmara exculta is een vlinder uit de familie van de sikkelmotten (Oecophoridae). De wetenschappelijke naam van de soort is voor het eerst geldig gepubliceerd in 1914 door Edward Meyrick.

## Type
- holotype: "male. VI.1906. genitalia slide F.G.C. 7848"
- instituut: BMNH, Londen, Engeland
- typelocatie: "India, Khasi Hills, Assam"